# Okres Łowicz
Okres Łowicz (polsky Powiat łowicki) je okres v polském Lodžském vojvodství. Rozlohu má 988,17 km² a v roce 2020 zde žilo 77 614 obyvatel. Sídlem správy okresu je město Łowicz.

## Gminy
Městská:
- Łowicz

Městsko-vesnická:
- Kiernozia

Vesnické:
- Bielawy
- Chąśno
- Domaniewice
- Kocierzew Południowy
- Łowicz
- Łyszkowice
- Nieborów
- Zduny

## Města
- Kiernozia
- Łowicz

## Sousední okresy
| Růžice kompasu | Kutno   | Gostynin     | Sochaczew               | Růžice kompasu |
| Růžice kompasu | Łęczyca | Sever        | Sochaczew, Skierniewice | Růžice kompasu |
| Růžice kompasu | Łęczyca | Okres Łowicz | Sochaczew, Skierniewice | Růžice kompasu |
| Růžice kompasu | Łęczyca | Jih          | Sochaczew, Skierniewice | Růžice kompasu |
| Růžice kompasu | Zgierz  | Brzeziny     | Skierniewice            | Růžice kompasu |